# 锑化物
锑化物是锑和电负性更小的元素形成的化合物。

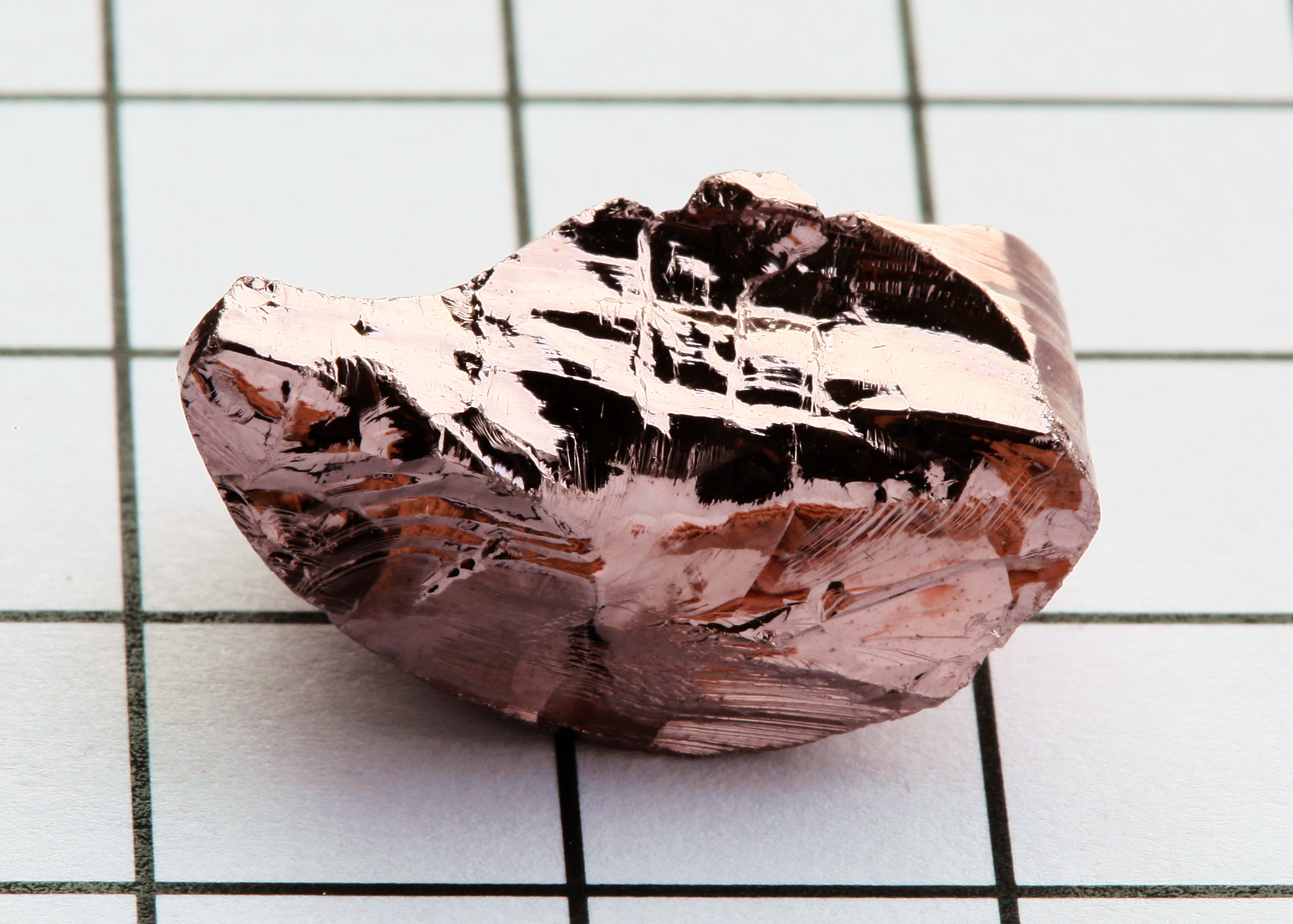
锑化镍（化学式：NiSb）

碱金属、碱土金属和硼族元素能与锑负离子（{\textstyle Sb^{3-}}）形成化合物。其它金属形成的则是金属间化合物。

## 自然存在
自然界中存在一些金属锑化物矿物，如{\textstyle AuSb_{2}}、{\textstyle Ag_{3}Sb}、{\textstyle NiSb}和{\textstyle Pd_{5}Sb_{2}}等。

## 应用

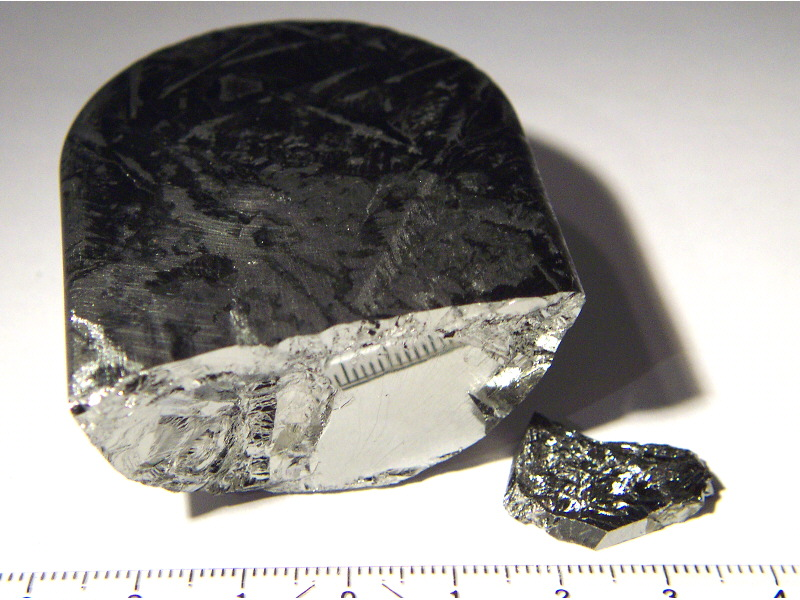
锑化铟（化学式：InSb），一种半导体材料

硼族元素的锑化物，如锑化铝（{\textstyle AlSb}）、锑化镓（{\textstyle GaSb}）、锑化铟（{\textstyle InSb}），与它们相关的合金一起是半导体，并且可以被应用到要求低功耗高速电子设备。应用包括用于数据处理、通信、成像和检测，特别是在便携式设备的数字系统。